# Lloyd Sherr
Lloyd Sherr (sinh ngày 28 tháng 2 năm 1956) là một diễn viên. Ông đã đóng nhiều vai trong các phim điện ảnh và phim truyền hình, có lẽ đáng chú ý nhất là diễn xuất con vẹt Fillmore trong Cars 2.
Ông sinh ra tại Los Angeles, California vào năm 1956.

## Sự nghiệp điện ảnh
- Cars 2: Fillmore (2011)
- Cars 3: Fillmore (2017)